# Aspidosperma longipetiolatum
Aspidosperma longipetiolatum é uma espécie de planta do gênero Aspidosperma.  

## Taxonomia
A espécie foi descrita em 1940 por João Geraldo Kuhlmann. 